# Sisters, Servants of the Immaculate Heart of Mary
Die Congregation of the Sisters, Servants of the Immaculate Heart of Mary (auf dt.: Kongregation der Schwestern, Dienerinnen des Unbefleckten Herzens Mariens) ist eine pastoral und karitativ tätige katholische Schwesterngemeinschaft mit Sitz in Scranton, Pennsylvania. Ihr Ordenskürzel ist IHM. Der Gemeinschaft gehören 316 Schwestern an (Stand 2019).

## Geschichte
Gegründet wurde sie am 10. November 1845 durch Theresa Maxis Duchemin und P. Louis Florent Gillet CSsR in Monroe, Michigan. Die Schwestern sind in den USA, in Mexiko und in Peru (Lima und Sicuani) tätig.